# Håvard Bentdal Ingvaldsen
Håvard Bentdal Ingvaldsen, född 21 september 2002, är en norsk friidrottare som tävlar i kortdistanslöpning.

## Karriär
Vid U23-europamästerskapen i friidrott 2023 tog Ingvaldsen guld på 400 meter. Han tog även guld vid europeiska spelen 2023 på samma distans.